# Daniela Kern
Daniela Kern (* 28. August 1960 in Wien; † 5. Oktober 2020 in Laa an der Thaya; Geburtsname: Daniela Kobrc) war eine österreichische Prähistorikerin.

## Biografie
Nach der Matura studierte sie ab 1978 Ur- und Frühgeschichte an der Universität Wien und promovierte im Mai 1990. Sie war mit dem Prähistoriker Anton Kern seit 1981 verehelicht. Der Ehe entstammen drei Kinder.
Daniela Kern beschäftigte sich hauptsächlich mit der Jungsteinzeit und Bronzezeit Österreichs. Ihre Arbeiten verbinden seriöse Dokumentation und ideenreiche Interpretation zu einer Synthese mit neuer Aussage. Ein weiteres Interessensgebiet betrifft Experimentelle Archäologie. Sie führte auch zahlreiche Grabungen und Fundbergungen in Österreich und in Frankreich durch oder war daran beteiligt. Vorläufige Berichte darüber erschienen in der Fachzeitschrift Fundberichte aus Österreich.
Sie war im Auftrag des Institutes für Ur- und Frühgeschichte der Universität Wien und der Österreichischen Akademie der Wissenschaften beteiligt an der Aufarbeitung der Grabungsergebnisse von Höhensiedlungen wie Thunau am Kamp und Oberleis.
Weiters leitete sie das Projekt P18131, das sich mit der Aufarbeitung der Ausgrabung der rund 130 Gräber des Spätneolithikums im Unteren Traisental befasst. 
Im Oktober 2020 verstarb sie im Alter von 60 Jahren Laa an der Thaya.

## Werke
- Eine linearbandkeramische Siedlung von Thomasl, Niederösterreich, Archaeologia Austriaca 67, Wien 1983, S. 97ff.

- KG Zwingendorf, Fundberichte aus Österreich 23, Wien 1986, S. 236.

- Endneolithisches Gräberfeld mit Glockenbechern von Zwingendorf/Alicenhof, VB Mistelbach, Niederösterreich, Archaeologia Austriaca 84-85, Wien 2000/2001, S. 307ff. (Digitalisat)

- Thunau am Kamp – Eine befestigte Höhensiedlung (Grabung 1965 - 1990). Urnenfelderzeitliche Siedlungsfunde der unteren Holzwiese, Mitteilungen der Prähistorischen Kommission der Österreichischen Akademie der Wissenschaften 41, Wien 2001.
- Der Oberleiserberg in der Bronzezeit, Die Urnenfelderkultur in Österreich – Standort und Ausblick, Wien 2003, S. 62–63.
- Überlegungen zum Nachweis von Mobilität und Migration in Ostösterreich zur Zeit der Glockenbecher, Mitteilungen der Anthropologischen Gesellschaft in Wien 133, Wien 2003, S. 73-83.(Digitalisat)

- Glockenbecher in Ostösterreich - andere Fragen andere Antworten?  In: Czebreszuk Janusz, Szmyt Marzena (Hrsg.), The Northeast Frontier of Bell Beakers. Proceedings of the symposium held at the Adam Mickiewicz University, Poznan (Poland) May 26-29 2002, BAR Int. Ser. 1155, 2003, S. 249-254.(Digitalisat)

- Bemerkungen zu archäologischen Privatsammlungen und ihrer Verwertbarkeit für wissenschaftliche(s) Arbeiten, Mitteilungen der Anthropologischen Gesellschaft in Wien 136/137, Wien 2006/2007, S. 173-185.(Digitalisat)

- An den Knöpfen abzählen - Endneolithische Altfunde aus Herrnbaumgarten, VB Mistelbach, Niederösterreich, Archäologie Österreichs 17/2, Wien 2006, S. 164–176.(Digitalisat)

- Rot gebrannt und reich verziert - Glockenbecher im Burgenland. In: Die Bernsteinstraße. Evolution einer Handelsroute, Wissenschaftliche Arbeiten aus dem Burgenland 123, Eisenstadt 2008, S. 49–52.

- Ich sehe nur, was ich kenne - Erkenne ich, was ich sehe? Eine andere Sichtweise der sogenannten Opferszene auf dem Kegelhalsgefäß aus Grab 3 von Sopron, Mitteilungen der Anthropologischen Gesellschaft in Wien 139, Wien 2009, S. 231–236.(Digitalisat)

- mit Karin Wiltschke-Schrotta, Nicht nur „prachtvolle liegende Hocker“ – Endneolithische Altfunde aus Frauenhofen und Gars am Kamp, Niederösterreich, Archaeologia Austriaca 92 (2008), Wien 2011, S. 19–34.

- Überlegungen zu Mobilität und Migration im Endneolithikum Ostösterreichs am Beispiel des Unteren Traisentales. In: Mobilität, Migration und Kommunikation in Europa während des Neolithikums und der Bronzezeit, Beiträge zur Ur- und Frühgeschichte Mitteleuropas 53, Langenweissbach 2009, S. 113–119. (Digitalisat)

- mit Wolfgang Lobisser, Pupperl und Pfeiferl - Zu einer schnurkeramischen Kinderbestattung von Franzhausen, Niederösterreich, Mitteilungen der Anthropologischen Gesellschaft in Wien 140, Wien 2010, S. 23–38.(Digitalisat)

- mit Karina Grömer, Technical Data and Experiments on Corded Ware, Journal of Archaeological Science 37, 2010, S. 3136–3145.(Digitalisat)

- mit Irmgard Hellerschmid und Michaela Lochner, Oberleiserberg – Stillfried – Thunau. Drei Höhensiedlungen der mitteldonauländischen Urnenfelderkultur im Vergleich. In: B. Gediga, W. Piotroski (Hrsg.), Biskupin-Wrocław 2010. Rola głównych centrów kulturowych w kształtowaniu oblicza kulturowego Europy Środkowej we wczesnych okresach epoki żelaza (Die Rolle der wichtigen Kulturzentren in der Gestaltung des Kulturbildes Mitteleuropas in den frühen Perioden der Eisenzeit), Symposium Biskupin 23.–25.06.2008. Biskupin – Wroclaw 2010, S. 283–297.(Digitalisat)

- mit Otto Urban, Rauchen und Räuchern in der Urzeit mit einem Fallbeispiel von Bilsenkraut aus Vix, Mitteilungen der Anthropologischen Gesellschaft in Wien 141, Wien 2011, S. 151–169.(Digitalisat)

- Äneolithische und frühbronzezeitliche Hügelgräber in Ostösterreich. In: Hanna Kowalewska-Marszałek, Piotr Włodarczak, Kurhany i obrządek pogrzebowy w IV-II tysiącleciu p.n.e, Krakau/Warschau 2011, S. 161–168.(Digitalisat)

- Ausgewählte Siedlungsbefunde aus der urnenfelderzeitlichen Siedlung auf dem Oberleiserberg bei Ernstbrunn, VB Korneuburg, NÖ, Archaeologia Austriaca 95, Wien 2011 (2013), S. 101–123.(Digitalisat)

- Ostösterreich im Endneolithikum – Am Ende der Welt? In: Thomas Doppler, Britta Ramminger und Dirk Schimmelpfennig (Hrsg.), Grenzen und Grenzräume? Beispiele aus Neolithikum und Bronzezeit, Fokus Jungsteinzeit, Berichte der AG Neolithikum 2. Kerpen-Loogh 2011, S. 25–35.(Digitalisat)

- Migration and mobility in the latest Neolithic of the Traisen valley, Lower Austria: Archaeology. In: Elke Kaiser, Joachim Burger, Wolfram Schier, Population Dynamics in Prehistory and Early History, Berlin Studies of the Ancient World 5, Berlin 2012, S. 213–223.(Digitalisat)

- Glockenbecherzeitliche Zierrate aus Tödling, Sonius 16, Traun 2014, S. 3–5.(Digitalisat)

- Überlegungen zur Repräsentanz des arbeitenden Menschen in der archäologischen Forschung, Mitteilungen der Anthropologischen Gesellschaft in Wien 144, Wien 2014, S. 13–34.(Digitalisat)

- mit Karina Grömer: Abdrücke in Schnur-Design. Experimente zur Herstellung schnurartiger Verzierungen auf urzeitlichen Tongefäßen, Archäologie Österreichs 26/1, Wien 2015, S. 27–33.(Digitalisat)

- Gedanken zur Auswertung großer Siedlungsmaterialien anhand von Beispielen aus Ostösterreich, Fundberichte aus Österreich, Tagungsband 2, Wien 2015, S. 13–20.(Digitalisat)

- About Bow-shaped and Rod-shaped Pendants, Musaica archaeologia 1/1, Bratislava 2016, S. 95–104.(Digitalisat)

- Von stäbchenförmigen Anhängern und Knebeln (in Mitteleuropa). In: Martin Bartelheim, Barbara Horejs, Raiko Krauß (Hrsg.), Von Baden bis Troja, Ressourcennutzung, Metallurgie und Wissenstransfer, Eine Jubiläumsschrift für Ernst Pernicka, Oriental and European Archaeology 3, Rahden/Westf. 2016, S. 317–329.(Digitalisat)

- mit Michaela Lochner: Josef Höbarths „Feldfruchthütte“. Zur Aussagekraft von Altfunden am Beispiel der urnenfelderzeitlichen Höhensiedlung Thunau am Kamp, Niederösterreich, Archaeologia Austriaca 100, Wien 2016, S. 151–188.(Digitalisat)

- Ausgewählte Aspekte zu Ernährung und Keramik aus prähistorischen Kontexten, Mitteilungen der Anthropologischen Gesellschaft in Wien 147, Wien 2017, S. 63–74.(Digitalisat)

- mit Wolfgang Lobisser: Lanze, Pfriem und Muschelschmuck – Experimentelle Nachbauten von Objekten aus tierischen Rohstoffen nach Originalen aus Gräbern des Unteren Traisentals, Archaeologia Austriaca 101, Wien 2017, S. 45–71.(Digitalisat)

- Wenig beachtet und fast vergessen - Das Neolithikum im Bereich der befestigten Höhensiedlung von Thunau. In: Elisabeth Nowotny, Martin Obenaus, Sirin Uzunoglu-Obeneaus (Hrsg.), 50 Jahre Archäologie in Thunau am Kamp. Festschrift für Herwig Friesinger. Archäologische Forschungen in Niederösterreich N. F. 5, Krems 2018, S. 20–24.(Digitalisat)

- Pasadores y colgates en forma del arco. In: Germán Delibres, Elisa Guerra-Doce (Hrsg.), Un brindis por el príncipe! Volumen II, Madrid 2019, S. 150–160.(Digitalisat)

- mit Martin Penz und Oliver Schmitsberger, Siedlungsplätze des späten Endneolithikums in Ostösterreich. In: Harald Meller, Susanne Friederich, Mario Küßner, Harald Stäuble und Roberto Risch (Hrsg.), Siedlungsarchäologie des Endneolithikums und der frühen Bronzezeit, Tagungen des´Landesmuseums für Vorgeschichte Halle 20/2, Halle (Salle) 2019, S. 717–732.(Digitalisat)

- Inherited rank and own abilities: children in Corded Ware and Bell Beaker communities of the Traisen Valley, Lower Austria. In: Katharina Rebay-Salisbury und Doris Pany-Kucera (Hrsg.), Ages und Abilities. The Stages of Childhood and their Social Recognition in Prehistoric Europe and Beyond, Oxford 2020, S. 34–49.(Digitalisat)

- mit Katharina Rebay-Salisbury, Julie Dunne, Roderick B. Salisbury, Alexander Frisch und Richard P. Evershed, Feeding Babies at the Beginnings of Urbanization in Central Europe, Childhood in the Past 14/2, 2021, S. 102–124.(Digitalisat)

- mit Karin Wiltschke-Schrotta und Mona Abd El Karem, Eine Gräbergruppe der späten Glockenbecherzeit aus Tödling, Oberösterreich. Archäologie – Anthropologie – Archäozoologie, Archaeologia Austriaca 108, Wien 2024, S. 73–116.(Digitalisat)